# NGC 20
NGC 20 je galaksija u zviježđu Andromeda.

## Vanjske poveznice
- SEDS: NGC 0020